# Бахрамов храм ватре
Бахрамов или Рајски храм ватре (персијски: تپه میل) је вештачки брежуљак са зороастријским храмом ватре смештен недалеко од древног иранског града Раја, дела савременог Техерана. Монументална грађевина такоер је позната и као Tепе-Мил (персијски: آتشکده بهرام или آتشکده ری), а датира се у сасанидски период (3. − 7. в.).

## Географија
Бахрамов храма ватте налази се 10-ак км југоисточно од Раја, односно приближно 1200 м од аутопута који повезује Техеран и Варамин. Вештачки брежуљак изграђен је од набијене земље и протеже се дужином од 35 м у смеру северозапад-југоисток. Његова ширина износи 17 м, а у односу на околину (1023 м н. в.) издиже се 18 м.

## Археологија
Године 1901. археолози из Француске почињу са ограниченим ископавањима, али археолошки локалитет није темељитије истражен све до 1930-их година када немачки археолог Е. Ф. Шхмит на Тапе-Милу идентификовао храм ватре и датирао га у сасанидски период (3. − 7. ц.). Осим зороастријског храма, Шхмит је проучавао и архитектонске остатке на југоисточном платоу Тапе-Миле, резиденције смештене источно од храма, и вештачке брежуљке у непосредној околини. Новија ископавања обавља ирански стручни тим којег предводи археолог З.-Т. Шејбани. С обзиром да је брежуљак од набијене земље осетљив на атмосферске промене које имају ерозиван учинак, крајем 20. века налазишта на југоисточном платоу заштићена су великим кровом. Неколико километара западно и југозападно од Тапе-Мила налазе се остаци сасанидских насеља као што су Чал Тархан, Ешкабад и Незамабад, али нису довољно истражена. Већина керамике и других предмета пронађених на Тапе-Милу и околини чува се у Националном музеју у Техерану, док су делом смештена и у малом музеју смештеном јужно од брежуљка.

## Галерија
- Бочна страна храма
- Сводови над средиштем храма
- Споредни сводови
- Остаци колосалних ступова
- Штукатуре
- Штукатура с мотивом рибе